# Cartel de Santa

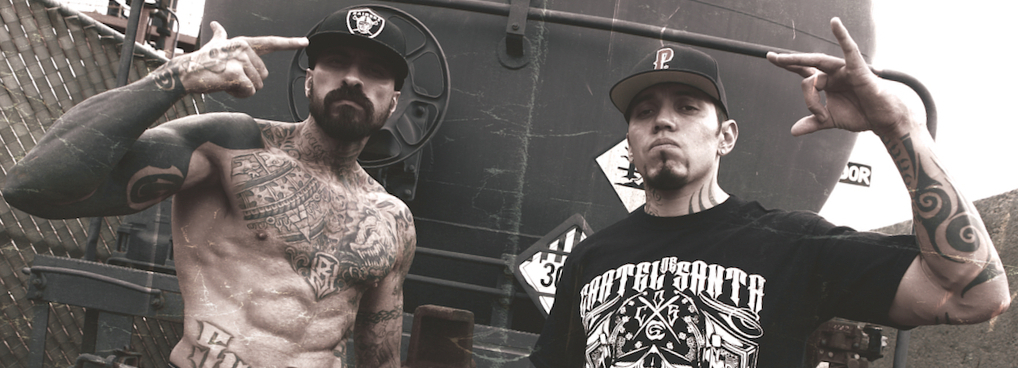

I Cartel de Santa sono un gruppo musicale rap messicano, formatosi a Santa Catarina nello stato messicano del Nuevo León nel 1996.
Il gruppo è composto dal rapper MC Babo, dal produttore Rowan Rabia e da DJ Agustín.

## Discografia
- 2002 – Cartel de Santa
- 2004 – Vol. II
- 2006 – Volumen Prohibido
- 2008 – Vol. IV
- 2010 – Sincopa
- 2014 – Golpe Avisa
- 2016 - Viejo Marihuano